# Ranko Alimpić
Ranko Alimpić (Nakučani kod Šapca, 21. ožujka 1826. – Beograd, 19. studenog 1882.), srpski general, ministar građevina, zapovjednik Drinske divizije i Drinskog korpusa.
Od 1846. – 52. školuje se Topničkoj i Inženjeriskoj školi u Berlinu te Konjičkoj školi u Potsdamu, zatim profesor (1852. – 59.) pa upravitelj (1859. – 60.) Topničke škole u Beogradu.
Prilikom osmanskog bombardiranja Beograda 1862. organizirao je obranu srpskih snaga prema tvrđavi. Od 1873. – 74. bio je ministar građevina, a potom član Državnog savjeta. U početku Hercegovačkog ustanka (1875. – 1878.) postavljen je za zapovjednika vojnih i policijskih snaga u pograničnim okruzima od Raške do ušća Drine, gdje je organizirao prikupljanje dobrovoljaca, formirao dobrovoljačke čete i tajno ih ubacivao u Bosnu i Novopazarski sandžak, sve dok vlada nije prekinula to djelovanje pod pritiskom velikih sila.
U Srpsko-turskom ratu 1876. – 77. zapovijedao je Drinskom vojskom s kojom je prodrijeo u Semberiju u srpnju 1876., ali se u rujnu povukao na desnu obalu Drine pošto se značajan dio jedinice pridružio kao pojačanje u Moravskoj i Ibarskoj vojnoj jedinici.
Od 1878. pa do 1880. ponovo je ministar građevina, pod njegovim rukovodstvom izvršene su pripreme za izgradnju željezničke pruge Niš — Vranje i Niš — Pirot.